# Jörg Pilawa
Jörg Michael Pilawa (Amburgo, 7 settembre 1965) è un conduttore televisivo tedesco.

## Biografia
Durante gli anni di studio (che non terminò), iniziò a lavorare per la radio e la televisione, dal 1987 lavorò alla radio Schleswig-Holstein, sposò Irina Opaschowski.
Dal 2001 al 2010 ha condotto il noto quiz tedesco Das Quiz mit Jörg Pilawa.